# Michel Van Cuyck
Michel Van Cuyck (geboren 19. August 1797 in Oostende, Erste Französische Republik; gestorben 10. Mai 1875 in Oostende, Belgien) war ein belgischer Maler.

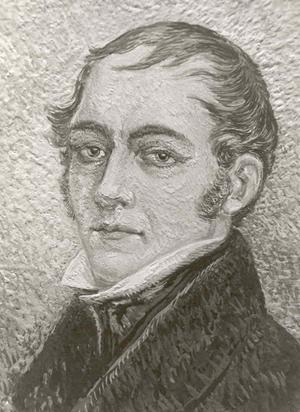
Porträt (ohne Autor, ohne Datum)

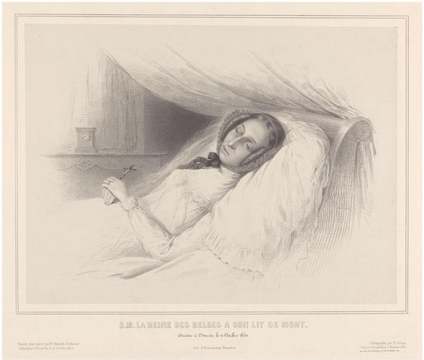
Louise d’Orléans (1850)

## Leben
Michel Van Cuyck stammte aus einer weitverzweigten Malerfamilie. Er war ein Sohn des Michel Van Cuyck und der Jeanne Marie Thérèse Kempe, sein Bruder Antoine Hippolyte Van Cuyck wurde ebenfalls Maler. Van Cuyck heiratete 1820 Marie-Louise Vandevenne, ihre Söhne Michel Thomas Seraphine und Edouard Johannes wurden gleichfalls Maler, so auch der Enkel Alphonse Edouard Van Cuyck.
Van Cuyck besuchte von 1811 bis 1817 die Kunstakademie in Brügge. Er gründete 1820 in Oostende zusammen mit François Bossuet die School voor Teken en Bouwkunde, unter seinen Schülern waren Edgar Baes, Lionel Baes, François Musin und später auch  James Ensor.
Van Cuyck malte Landschaften, Stadtansichten und war romantischer Marinemaler. Von seinen Reisen nach Schottland und in die Wallonie brachte er Eindrücke mit. Seine Ansichten aus den Stadtvierteln von Oostende wurden als Lithographien vertrieben. 1827 malte er einen vor Oostende gestrandeten Blauwal. Als Belgiens erste Königin Louise 1850 in ihrem Palast in Oostende starb, malte er sie auf dem Sterbebett, das Bild wurde als Lithographie vervielfältigt.

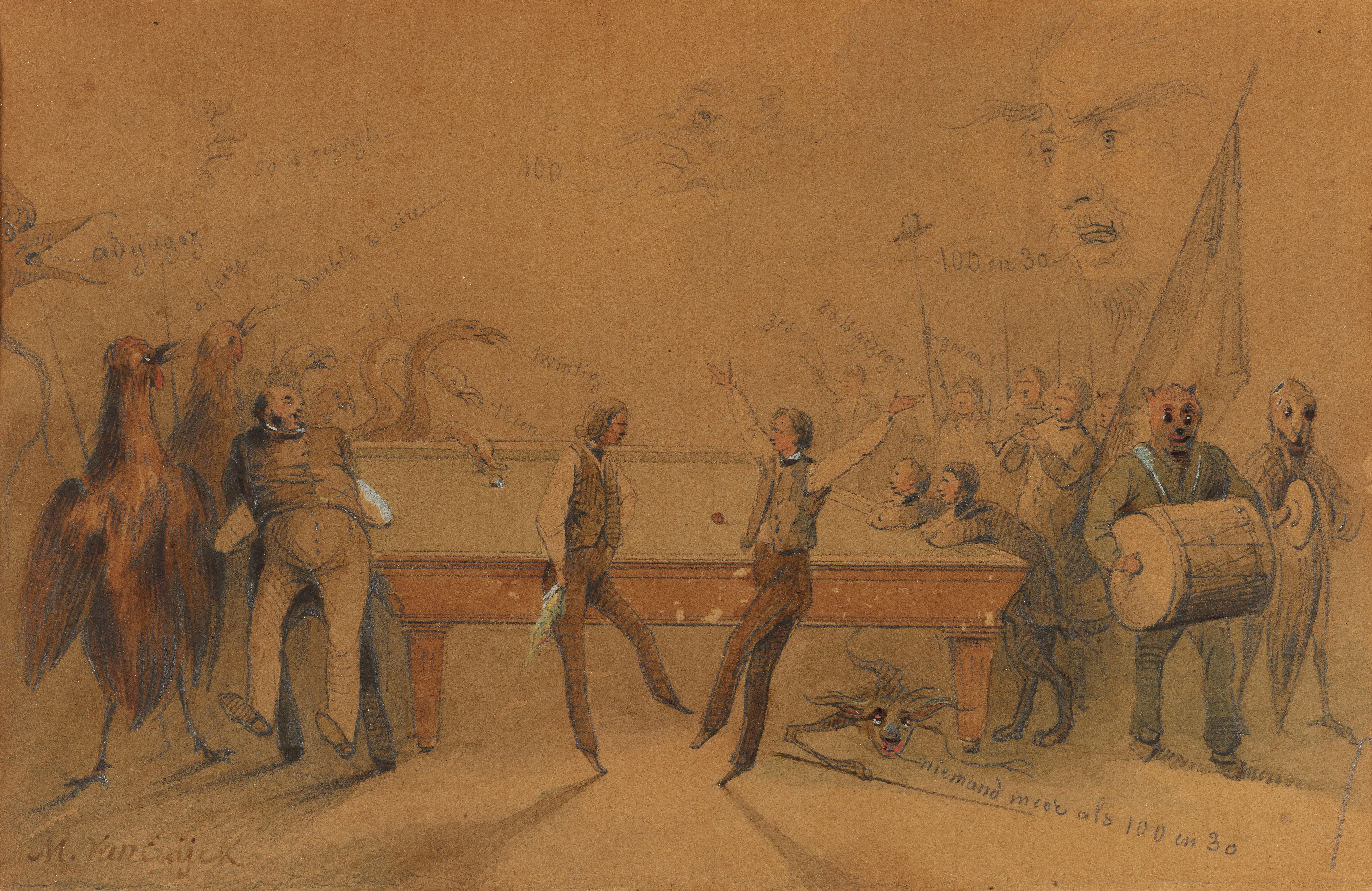
Billardspiel
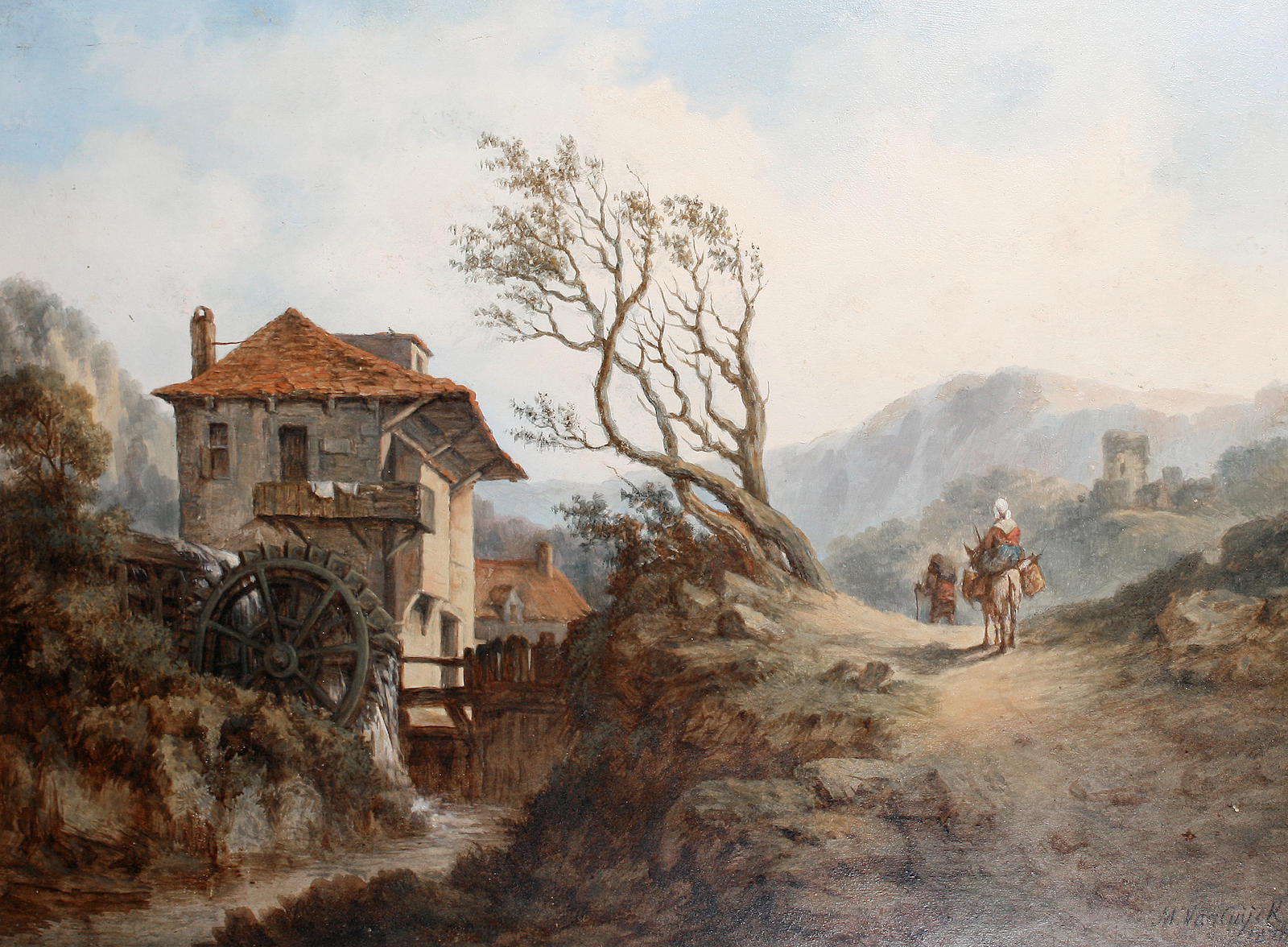
Landschaft
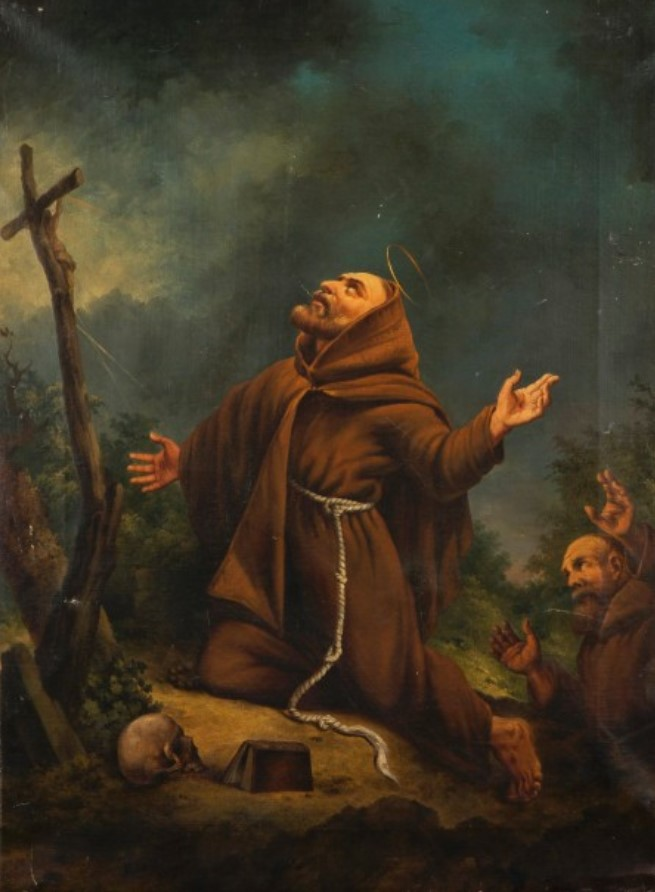
Franziskus
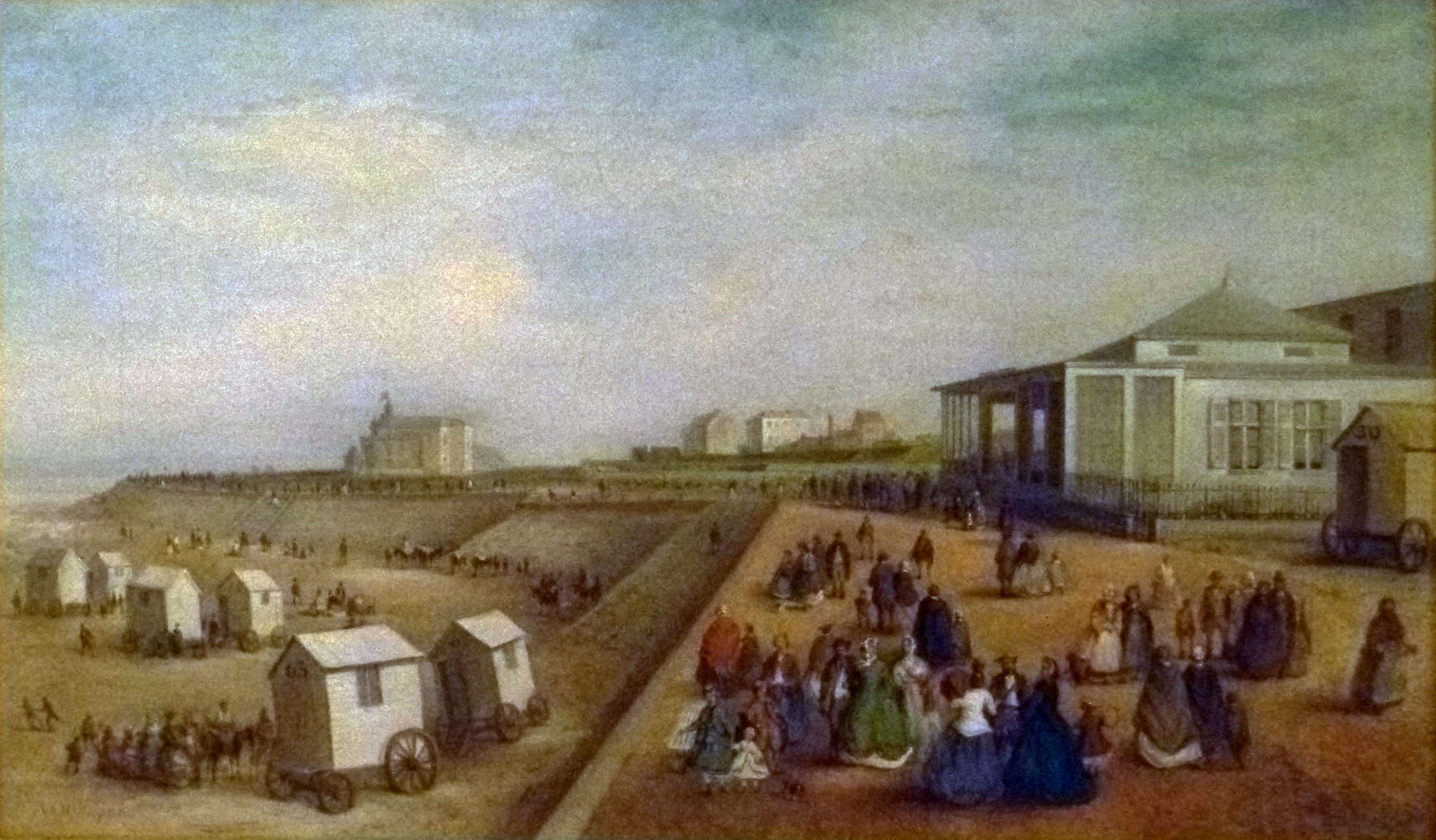
Oostende